# Município de Ferrells (condado de Nash, Carolina do Norte)
Localização da Carolina do Norte nos E.U.A.
O município de Ferrells (em inglês: Ferrells Township) é um município localizado no  condado de Nash no estado estadounidense da Carolina do Norte. No ano 2010 tinha uma população de 2.946 habitantes.

## Geografia
O município de Ferrells encontra-se localizado nas coordenadas 35° 52′ 18,56″ N, 78° 09′ 06,97″ O.